# Lacu cu Anini
Lacu cu Anini – wieś w Rumunii, w okręgu Buzău, w gminie Pănătău. W 2011 roku liczyła 121 mieszkańców.